# Stephanie Rovetti
Pas d'image ? Cliquez ici

a Compétitions nationales et continentales officielles uniquement.

b Matchs officiels uniquement.
Stephanie Rovetti, née le 2 octobre 1991 à San Diego (Californie), est une joueuse internationale américaine de rugby à sept.
Elle est médaillée de bronze lors du tournoi de rugby à sept des Jeux olympiques de 2024.

## Biographie
Stephanie Rovetti est née en 1991 à San Diego,. Elle commence le sport par l'athlétisme et est nommée Nevada Runner of the Year en 2008 puis se tourne vers le basket-ball. Elle obtient un bachelor of Science en santé publique à l'université Brigham-Young puis un master en administration publique de l'université d'État de Californie à Fresno. À Brigham-Young, elle fait partie de l'équipe de basket-ball qui atteint les Sweet 16. Elle est diplômée en ergothérapie de l'University of St. Augustine for Health Sciences (en), un parcours encouragé par les thérapeutes qui s'occupent de son frère Jack atteint du syndrome de Down.
Elle est élevée dans la foi mormone. Elle est ouvertement lesbienne.
Aux Jeux olympiques d'été de 2024, elle fait partie de l'équipe des États-Unis qui remporte la médaille de bronze du tournoi, en battant les Australiennes dans le match pour le bronze. C'est la première médaille du rugby à sept féminin américain aux Jeux olympiques.